# Hintonia latiflora
Hintonia latiflora ist eine Pflanzenart innerhalb der Familie der Rötegewächse (Rubiaceae). Sie ist in weiten Teilen Zentral- und Südamerikas, vor allem in Mexiko und Guatemala verbreitet. Trivialnamen sind Copalchi oder Mexikanischer Fieberrindenbaum. Die Verwendung in Teezubereitungen ist in ihrer Heimat bereits seit langem unter der indigenen Bevölkerung gebräuchlich und seit dem 19. Jahrhundert in Europa vor allem in Spanien und auch in Deutschland bekannt. In der Volksmedizin der Ursprungsländer besitzt Hintonia latiflora als Teegetränk eine lange Tradition.

## Beschreibung

Gestielte, einfache Laubblätter

Hintonia latiflora wächst als halbimmergrüner Strauch oder kleiner Baum und erreicht Wuchshöhen von bis über 7 Meter. Der Stammdurchmesser erreicht über 20 Zentimeter. Die gräuliche Borke ist im Alter dick und korkig.
Die gegenständig angeordneten Laubblätter sind kurz gestielt. Die ganzrandige, spitze Blattspreite ist bei einer Länge von 4 bis 12 cm und einer Breite von 2,5 bis 5 cm eiförmig bis elliptisch mit spitzer Spreitenbasis. Es sind kleine, interpetiolare Nebenblätter vorhanden.
Die Blüten erscheinen einzeln und achselständig an den Zweigenden. Die großen, duftenden, weißen bis weiß-grünlichen und zwittrigen Blüten mit doppelter Blütenhülle besitzen eine auffallende Trichterform. Die sechszähligen Blüten besitzen einen Kelchsaum mit sechs priemlichen Zipfeln. Die Krone ist bis zu 9 cm lang, die kurzen Kronzipfel sind dreieckig. Es sind 6 lange Staubblätter mit langen, länglichen Antheren vorhanden. Der unterständige Fruchtknoten ist zweifächerig mit langem, schlankem Griffel mit gelappter Narbe. Es ist ein Diskus vorhanden.
Die längliche, wärzliche, bis 3 cm lange und kahle, raue, holzige Kapselfrucht mit Kelchresten an der Spitze ist rippig, mit zahlreichen flachen Samen mit häutigen Flügeln in jedem Fach, die eine Länge von 2 bis 2,5 cm besitzen.

## Taxonomie
Synonyme für Hintonia latiflora (Sessé & Moc. ex DC.) Bullock sind Portlandia pterosperma S.Watson und Coutarea pterosperma (S.Watson) Standl.

## Herkunft
Der natürliche Lebensraum von Hintonia latiflora sind tropische, saisonal trockene Laub- oder Dornwälder an Hängen der Sierra Madre Occidental. Getrocknete Rindenstücke zur Teezubereitung stammen aus kontrollierter Wildsammlung, Hauptlieferland ist Mexiko, darüber hinaus kommt die Pflanze in weiten Teilen Mittel- und Südamerikas vor.

## Verfälschungen und Verwechslungen
Der etymologische Ursprung des Wortes „Copalchi“ stammt aus der Azteken-Sprache Nahuatl, wobei der Wortstamm „Copal“ allgemein für harzführende Rinden verschiedener Herkunft steht → Copal (Baumharz). So kennt die südamerikanische Volksheilkunde als „Copalchi“-liefernde Arten neben Hintonia latiflora auch Exostema caribaeum, Coutarea hexandra (beide aus der Familie der Rubiaceae) und Croton niveus. Letztere Art ist eine Euphorbiaceae, die ein deutlich unterschiedliches Muster an sekundären Pflanzeninhaltsstoffen aufweist. Anderen Croton-Species wie z. B. Croton cajucata wird ein lebertoxisches Potenzial nachgesagt. Verwechslungen von Hintonia mit Croton sind daher zu vermeiden. Da Hintoniarinde zumeist unter dem unspezifischen Namen Copalchi vermarktet wird, ist eine Herkunft des Pflanzenmaterials aus kontrollierter Sammlung vor dem Hintergrund der Verwechslungsmöglichkeit unerlässlich.

## Sekundäre Pflanzeninhaltsstoffe
Hintonia latiflora enthält in hoher Menge Polyphenole, hauptsächlich Neoflavone und deren Glykoside (z. B. Coutareagenin), Quercetin und Phenolcarbonsäuren.
Die Hintonia nachgesagte gesundheitsfördernde Wirkung wird mit den als starke Antioxidantien wirkenden Polyphenole (Bio-Flavonoide) in Verbindung gebracht. Flavonoide und andere Polyphenole schützen die Körperzellen vor freien Radikalen und verlangsamen die Zelloxidation. Mit der Nahrung zugeführte Polyphenole unterstützen bei regelmäßiger diätetischer Zufuhr wichtige Körperfunktionen wie zum Beispiel das Immunsystem. Für die Neoflavone aus Hintonia, vor allem dem Coutareagenin, wurde experimentell ein positiver Effekt auf die physiologische Kontrolle des Blutzuckerhaushalts abgeleitet.

## Verwendung
Die Verwendung von Hintonia als Nahrungsmittel in Form eines gesundheitsfördernden Getränks hat in den Herkunftsländern der Pflanze eine lange Tradition, wobei Hintonia-Tee eine Verbesserung von Gesundheit und Vitalität nachgesagt wird. Zu diesem Zweck werden ca. 1 EL getrocknete Hintonia-Rinde mit einem Liter kochendem Wasser übergossen und nach ca. 5 Minuten über den Tag verteilt, vor allem nach den Mahlzeiten getrunken.
Hintonia latiflora findet in Mittel- und Südamerika sowohl als beliebtes Lebensmittel als auch als Heilmittel (Hausmittel) zur Fiebersenkung, als Stärkungsmittel und zur diätetischen Verbesserung des Blutzuckerhaushaltes Einsatz. In Mexiko werden „Copalchi-Rinden“ zur Fiebersenkung bei Malaria, als Roborans sowie bei dyspeptischen Beschwerden verwendet. Auch die Verwendung in Kräutertees in der Rekonvaleszenz oder allgemein als gesundheitsfördernde Maßnahme aufgrund der enthaltenen pflanzlichen Polyphenole ist weit verbreitet.
In Europa werden seit Anfang des 19. Jahrhunderts Zubereitungen aus Hintonia latiflora als Tee zur Erhaltung der Gesundheit und unterstützend zur Stabilisierung physiologischer Blutzuckerwerte eingesetzt. Über die Hintonia-Pflanze und deren Zubereitungen liegt ein jahrhundertealtes Erfahrungswissen vor. In Deutschland ist die Verwendung schon vor mehr als 50 Jahren dokumentiert. Als Tagesgetränk für einen gesunden Zuckerstoffwechsel wird in Monographien das Trinken von mehreren Tassen Hintonia-Tee über den Tag verteilt empfohlen. Der Effekt einer Hintoniazubereitung über die Grundeinstellung von Typ-II-Diabetikern hinaus wurde in einer nicht interventionellen, offenen, monozentrischen klinischen Studie untersucht. Nach 18-monatigem Einsatz waren alle Werte der Blutzuckerkontrolle verbessert. Hintonia könnte damit in der Tat als diätetische Maßnahme zu einer Stabilisierung der diabetischen Grundeinstellung beitragen.